# Scuola militare di Pavlovsk

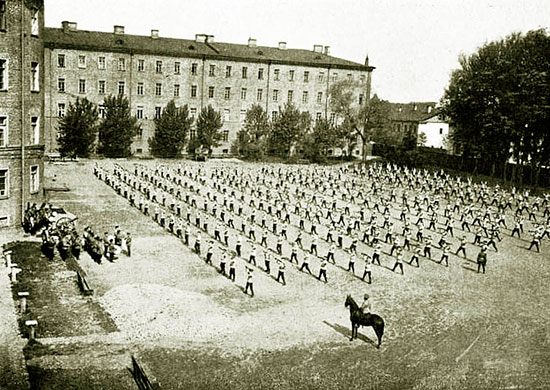
La piazza d'armi della 1ª scuola militare di Pavlovsk. Foto del 1908

La scuola militare di Pavlovsk (in russo Павловское военное училище?, Pavlovskoe voennoe učilišče) fu una scuola militare a San Pietroburgo, dell'impero russo, fondata nel 1863 sulla base del corpo dei cadetti di Pavel. Fu chiusa nel novembre del 1917, dopo la Rivoluzione d'ottobre che vide la presa di potere dei bolscevichi guidati da Lenin.
La scuola fu così chiamata in onore dello zar Paolo I (1796-1801), negli anni ebbe diversi nomi: 1829-1863: Павловский кадетский корпус; 1863-1894 - 1-е военное Павловское училище; 1894 - 1917 - Павловское военное училище.